# بيتر برايس (لاعب كرة قدم)
بيتر برايس (بالإنجليزية: Peter Price)‏ (17 أغسطس 1949 في المملكة المتحدة - ) هو مدرب كرة قدم ولاعب كرة قدم بريطاني في مركز مهاجم داخلي. لعب مع نادي بارنسلي ونادي بورتسموث ونادي بيتربورو يونايتد ونادي ليفربول.

## وصلات خارجية
- بيتر برايس على موقع قاعدة بيانات كرة القدم.إي يو (الإنجليزية)